# Бубнівський заказник
Бу́бнівський зака́зник — гідрологічний заказник місцевого значення в Україні. Розташований у межах Волочиського району Хмельницької області, між селом Гайдайки та верхів'ям ставу на західній околиці села Бубнівка. 
Площа 40 га. Статус надано згідно з рішенням облвиконкому від 18.10.1982 року, № 306. Перебуває у віданні Бубнівської сільської ради. 
Статус надано з метою збереження водно-болотного комплексу в заплаві річки Мшанець. Зростає типова болотна рослинність. Охороняється заболочена заплава і торф'яне болото. Серед раритетного фіторізноманіття трапляється червонокнижна болотна орхідея зозульки плямисті, латаття біле та глечики жовті. 
Заказник має велике водорегулююче значення. 